# Lijst van Nederlandse medaillewinnaars op de Europese kampioenschappen atletiek
Dit is een lijst van Nederlandse medaillewinnaars op de Europese kampioenschappen atletiek.

## Medaillewinnaars

### Gemengde estafette
| Editie | Onderdeel           | Goud | Zilver | Brons                                                                   |
| ------ | ------------------- | ---- | ------ | ----------------------------------------------------------------------- |
| 2024   | 4 x 400 m estafette |      |        | Liemarvin Bonevacia Lieke Klaver Isaya Klein Ikkink Femke Bol (3.10,73) |
| Totaal | Totaal              | 0    | 0      | 1                                                                       |

### Mannen
| Editie | Onderdeel           | Goud                                                                                                 | Zilver                                                      | Brons                                                                 |
| ------ | ------------------- | --- | ----------------------------------------------------------- | --------------------------------------------------------------------- |
| 1934   | 100 m               | Chris Berger (10,6 CR)                                                                               |                                                             |                                                                       |
| 1934   | 200 m               | Chris Berger (21,5 CR)                                                                               |                                                             | Tinus Osendarp (21,6)                                                 |
| 1934   | 4 x 100 m estafette | |                                                             | Chris Berger Tjeerd Boersma Robert Jansen Tinus Osendarp (41,6)       |
| 1934   | Hink-stap-springen  | Wim Peters (14,89 CR)                                                                                |                                                             |                                                                       |
|        |                     | |                                                             |                                                                       |
| 1938   | 100 m               | Tinus Osendarp (10,5 CR)                                                                             |                                                             |                                                                       |
| 1938   | 200 m               | Tinus Osendarp (21,2 CR)                                                                             |                                                             |                                                                       |
| 1938   | 400 m               | | Karl Baumgarten (48,2)                                      |                                                                       |
| 1938   | 110 m horden        | |                                                             | Jan Brasser (14,8)                                                    |
|        |                     | |                                                             |                                                                       |
| 1946   | 5000 m              | | Wim Slijkhuis (14.14,0)                                     |                                                                       |
|        |                     | |                                                             |                                                                       |
| 1950   | 200 m               | |                                                             | Jan Lammers (22,1)                                                    |
| 1950   | 1500 m              | Wim Slijkhuis (3.47,2 CR)                                                                            |                                                             |                                                                       |
| 1950   | Verspringen         | | Gerard Wessels (7,22)                                       |                                                                       |
|        |                     | |                                                             |                                                                       |
| 1962   | Discuswerpen        | | Cees Koch (55,96)                                           |                                                                       |
|        |                     | |                                                             |                                                                       |
| 1982   | Marathon            | Gerard Nijboer (2:15,16)                                                                             |                                                             |                                                                       |
|        |                     | |                                                             |                                                                       |
| 1986   | 1500 m              | |                                                             | Han Kulker (3.42,11)                                                  |
|        |                     | |                                                             |                                                                       |
| 1990   | Discuswerpen        | | Erik de Bruin (64,46)                                       |                                                                       |
|        |                     | |                                                             |                                                                       |
| 1998   | 110 m horden        | |                                                             | Robin Korving (13,20)                                                 |
|        |                     | |                                                             |                                                                       |
| 2002   | 3000 m steeple      | | Simon Vroemen (8.24,45)                                     |                                                                       |
|        |                     | |                                                             |                                                                       |
| 2006   | 800 m               | Bram Som (1.46,56)                                                                                   |                                                             |                                                                       |
| 2006   | Kogelstoten         | |                                                             | Rutger Smith (20,90)                                                  |
|        |                     | |                                                             |                                                                       |
| 2010   | Tienkamp            | | Eelco Sintnicolaas (8436)                                   |                                                                       |
|        |                     | |                                                             |                                                                       |
| 2012   | 200 m               | Churandy Martina (20,42)                                                                             | Patrick van Luijk (20,87)                                   |                                                                       |
| 2012   | 4 x 100 m estafette | Giovanni Codrington Patrick van Luijk (f) Brian Mariano Churandy Martina (38,34) Jerrel Feller (kw.) |                                                             |                                                                       |
| 2012   | Discuswerpen        | |                                                             | Rutger Smith (64,02)                                                  |
| 2012   | Kogelstoten         | | Rutger Smith (20,55)                                        |                                                                       |
|        |                     | |                                                             |                                                                       |
| 2016   | 100 m               | Churandy Martina (10,07)                                                                             |                                                             |                                                                       |
| 2016   | 400 m               | |                                                             | Liemarvin Bonevacia (45,41)                                           |
| 2016   | Verspringen         | |                                                             | Ignisious Gaisah (7,93)                                               |
|        |                     | |                                                             |                                                                       |
| 2018   | 4 x 100 m estafette | |                                                             | Chris Garia Churandy Martina Hensley Paulina Taymir Burnet (38,03 NR) |
|        |                     | |                                                             |                                                                       |
| 2024   | 400 m               | |                                                             | Liemarvin Bonevacia (44,88)                                           |
| 2024   | 4 x 100 m estafette | | Elvis Afrifa Taymir Burnet Xavi Mo-Ajok Nsikak Ekpo (38,46) |                                                                       |
| Totaal | Totaal              | 11                                                                                                   | 10                                                          | 12                                                                    |

#### Meervoudige medaillewinnaars
N.B. Tussen haakjes het aantal op de estafette behaalde medailles van het totaal vermelde medailles.
| Atleet              | Goud   | Zilver | Brons  | Totaal | Behaald in:      |
| ------------------- | ------ | ------ | ------ | ------ | ---------------- |
| Churandy Martina    | 03 (1) | 0      | 01 (1) | 04 (2) | 2012, 2016, 2018 |
| Tinus Osendarp      | 02     | 0      | 02 (1) | 04 (1) | 1934, 1938       |
| Chris Berger        | 02     | 0      | 01 (1) | 03 (1) | 1934             |
| Wim Slijkhuis       | 01     | 01     | 0      | 02     | 1946, 1950       |
| Patrick van Luijk   | 01 (1) | 01     | 0      | 02 (1) | 2012             |
| Taymir Burnet       | 01 (1) | 0      | 01 (1) | 02 (2) | 2022, 2024       |
| Rutger Smith        | 0      | 01     | 02     | 03     | 2006, 2012       |
| Liemarvin Bonevacia | 0      | 0      | 03 (1) | 03 (1) | 2016, 2024       |

### Vrouwen
| Editie | Onderdeel           | Goud | Zilver | Brons                                                                 |
| ------ | ------------------- | --- | --- | --------------------------------------------------------------------- |
| 1938   | 100 m               | | | Fanny Koen (12,0)                                                     |
| 1938   | 200 m               | | | Fanny Koen (24,9)                                                     |
| 1938   | 80 m horden         | | | Kitty ter Braake (11,8)                                               |
| 1938   | Hoogspringen        | | Nel van Balen Blanken (1,64)                                                                                       |                                                                       |
|        |                     | | |                                                                       |
| 1946   | 4 x 100 m estafette | Martha Adema Fanny Blankers-Koen Gerda Koudijs Nettie Timmer (47,8)                                                                                      | |                                                                       |
| 1946   | 80 m horden         | Fanny Blankers-Koen (11,8) | |                                                                       |
| 1946   | Discuswerpen        | | Ans Niesink (40,46)                                                                                                |                                                                       |
| 1946   | Speerwerpen         | | | Ans Koning (43,24)                                                    |
| 1946   | Verspringen         | Gerda Koudijs (5,67) | |                                                                       |
|        |                     | | |                                                                       |
| 1950   | 100 m               | Fanny Blankers-Koen (11,7 CR) | |                                                                       |
| 1950   | 200 m               | Fanny Blankers-Koen (24,0) | |                                                                       |
| 1950   | 4 x 100 m estafette | | Fanny Blankers-Koen Puck Brouwer Xenia Stad-de Jong Gré de Jongh (47,4)                                            |                                                                       |
| 1950   | 80 m horden         | Fanny Blankers-Koen (11,1 CR) | |                                                                       |
| 1950   | Verspringen         | | Wil Lust (5,63) |                                                                       |
|        |                     | | |                                                                       |
| 1954   | 100 m               | | Puck Brouwer (11,9)                                                                                                |                                                                       |
|        |                     | | |                                                                       |
| 1962   | 400 m               | | | Tilly van der Zwaard (54,4)                                           |
| 1962   | 800 m               | Gerda Kraan (2.02,8 CR) | |                                                                       |
|        |                     | | |                                                                       |
| 1969   | 100 m               | | Wilma van den Berg (11,7)                                                                                          |                                                                       |
| 1969   | 1500 m              | | Mia Gommers (4.11,9)                                                                                               |                                                                       |
|        |                     | | |                                                                       |
| 1986   | 100 m               | | | Nelli Cooman (11,08)                                                  |
|        |                     | | |                                                                       |
| 2006   | Zevenkamp           | | Karin Ruckstuhl (6423)                                                                                             |                                                                       |
|        |                     | | |                                                                       |
| 2010   | 800 m               | Yvonne Hak (1.58,85) | |                                                                       |
| 2010   | 10.000 m            | | | Hilda Kibet (31.36,90)                                                |
|        |                     | | |                                                                       |
| 2012   | 4 x 100 m estafette | | Eva Lubbers Jamile Samuel (f) Dafne Schippers (f) Kadene Vassell (42,80) Esther Akihary (kw.) Marit Dopheide (kw.) |                                                                       |
|        |                     | | |                                                                       |
| 2014   | 100 m               | Dafne Schippers (11,12) | |                                                                       |
| 2014   | 200 m               | Dafne Schippers (22,03 NR) | |                                                                       |
| 2014   | 1500 m              | Sifan Hassan (4.04,18) | |                                                                       |
| 2014   | 5000 m              | | Sifan Hassan (15.31,79)                                                                                            | Susan Kuijken (15.32,82)                                              |
| 2014   | Zevenkamp           | | Nadine Broersen (6498)                                                                                             |                                                                       |
|        |                     | | |                                                                       |
| 2016   | 100 m               | Dafne Schippers (10,90) | |                                                                       |
| 2016   | 1500 m              | | Sifan Hassan (4.33,76)                                                                                             |                                                                       |
| 2016   | 4 x 100 m estafette | Jamile Samuel Dafne Schippers (f) Tessa van Schagen Naomi Sedney (42,04 NR) Marije van Hunenstijn (kw.)                                                  | |                                                                       |
| 2016   | Zevenkamp           | Anouk Vetter (6626 NR) | |                                                                       |
|        |                     | | |                                                                       |
| 2018   | 100 m               | | | Dafne Schippers (10,99)                                               |
| 2018   | 200 m               | | Dafne Schippers (22,14)                                                                                            | Jamile Samuel (22,37)                                                 |
| 2018   | 400 m               | | | Lisanne de Witte (50,77 NR)                                           |
| 2018   | 5000 m              | Sifan Hassan (14.46,12 CR) | |                                                                       |
| 2018   | 10.000 m            | | Susan Krumins-Kuijken (31.52,55)                                                                                   |                                                                       |
| 2018   | 4 x 100 m estafette | | Dafne Schippers Marije van Hunenstijn Jamile Samuel Naomi Sedney (42,15)                                           |                                                                       |
|        |                     | | |                                                                       |
| 2022   | 400 m               | Femke Bol (49,44 NR) | |                                                                       |
| 2022   | 400 m horden        | Femke Bol (52,67 CR) | |                                                                       |
| 2022   | marathon            | | | Nienke Brinkman (2:28.52)                                             |
| 2022   | 4 x 400 m estafette | Eveline Saalberg (f) Lieke Klaver Lisanne de Witte Femke Bol (f) (3.20,87 NR) Andrea Bouma (kw.) Laura de Witte (kw.)                                    | |                                                                       |
| 2022   | kogelstoten         | Jessica Schilder (20,24 NR) | | Jorinde van Klinken (18,94)                                           |
|        |                     | | |                                                                       |
| 2024   | 400 m               | | | Lieke Klaver (50,08)                                                  |
| 2024   | 10.000 m            | | Diane van Es (30.57,24)                                                                                            |                                                                       |
| 2024   | 400 m horden        | Femke Bol (52,49 CR) | | Cathelijn Peeters (54,37)                                             |
| 2024   | 4 x 100 m estafette | | | Nadine Visser Marije van Hunenstijn Minke Bisschops Tasa Jiya (42,46) |
| 2024   | 4 x 400 m estafette | Lieke Klaver (f) Cathelijn Peeters (f) Lisanne de Witte Femke Bol (f) (3.22,39) Eveline Saalberg (kw.) Anne van de Wiel (kw.) Myrte van der Schoot (kw.) | |                                                                       |
| 2024   | kogelstoten         | Jessica Schilder (18,77) | Jorinde van Klinken (18,67)                                                                                        |                                                                       |
| 2024   | discuswerpen        | | Jorinde van Klinken (65,99)                                                                                        |                                                                       |
| Totaal | Totaal              | 22 | 18 | 16                                                                    |

#### Meervoudige medaillewinnaars
N.B. Tussen haakjes het aantal op de estafette behaalde medailles van het totaal vermelde medailles.
| Atlete                  | Goud   | Zilver | Brons  | Totaal | Behaald in:            |
| ----------------------- | ------ | ------ | ------ | ------ | ---------------------- |
| Fanny (Blankers-)Koen   | 05 (1) | 01 (1) | 02     | 08 (2) | 1938, 1946, 1950       |
| Femke Bol               | 05 (2) | 0      | 01 (1) | 06 (3) | 2022, 2024             |
| Dafne Schippers         | 04 (1) | 03 (2) | 01     | 08 (3) | 2012, 2014, 2016, 2018 |
| Sifan Hassan            | 02     | 02     | 0      | 04     | 2014, 2016, 2018       |
| Lieke Klaver            | 02 (2) | 0      | 02 (1) | 04 (3) | 2022, 2024             |
| Lisanne de Witte        | 02 (2) | 0      | 01     | 03 (2) | 2018, 2022, 2024       |
| Gerda Koudijs           | 02 (1) | 0      | 0      | 02 (1) | 1946                   |
| Jessica Schilder        | 02     | 0      | 0      | 02     | 2022, 2024             |
| Jamile Samuel           | 01 (1) | 02 (2) | 01     | 04 (3) | 2012, 2016, 2018       |
| Marije van Hunenstijn   | 01 (1) | 01 (1) | 01 (1) | 03 (3) | 2016, 2018, 2024       |
| Naomi Sedney            | 01 (1) | 01 (1) | 0      | 02 (2) | 2016, 2018             |
| Cathelijn Peeters       | 01 (1) | 0      | 01     | 02 (1) | 2024                   |
| Jorinde van Klinken     | 0      | 02     | 01     | 03     | 2022, 2024             |
| Puck Brouwer            | 0      | 02 (1) | 0      | 02 (1) | 1950, 1954             |
| Susan (Krumins-)Kuijken | 0      | 01     | 01     | 02     | 2014, 2018             |

## Medaillespiegel
| Editie | Goud | Zilver | Brons | Totaal |          | Mannen   | Vrouwen | Gemengd |
| ------ | ---- | ------ | ----- | ------ | -------- | -------- | ------- | ------- |
| 1934   | 03   | 0      | 02    | 05     | 3-0-2    |          |         |         |
| 1938   | 02   | 02     | 04    | 08     | 2-1-1    | 0-1-3    |         |         |
| 1946   | 03   | 02     | 01    | 06     | 0-1-0    | 3-1-1    |         |         |
| 1950   | 04   | 03     | 01    | 08     | 1-1-1    | 3-2-0    |         |         |
| 1954   | 0    | 01     | 0     | 01     |          | 0-1-0    |         |         |
| 1958   | 0    | 0      | 0     | 0      |          |          |         |         |
| 1962   | 01   | 01     | 01    | 03     | 0-1-0    | 1-0-1    |         |         |
| 1966   | 0    | 0      | 0     | 0      |          |          |         |         |
| 1969   | 0    | 02     | 0     | 02     |          | 0-2-0    |         |         |
| 1971   | 0    | 0      | 0     | 0      |          |          |         |         |
| 1974   | 0    | 0      | 0     | 0      |          |          |         |         |
| 1978   | 0    | 0      | 0     | 0      |          |          |         |         |
| 1982   | 01   | 0      | 0     | 01     | 1-0-0    |          |         |         |
| 1986   | 0    | 0      | 02    | 02     | 0-0-1    | 0-0-1    |         |         |
| 1990   | 0    | 01     | 0     | 01     | 0-1-0    |          |         |         |
| 1994   | 0    | 0      | 0     | 0      |          |          |         |         |
| 1998   | 0    | 0      | 01    | 01     | 0-0-1    |          |         |         |
| 2002   | 0    | 01     | 0     | 01     | 0-1-0    |          |         |         |
| 2006   | 01   | 01     | 01    | 03     | 1-0-1    | 0-1-0    |         |         |
| 2010   | 01   | 01     | 01    | 03     | 0-1-0    | 1-0-1    |         |         |
| 2012   | 02   | 03     | 01    | 06     | 2-2-1    | 0-1-0    |         |         |
| 2014   | 03   | 02     | 01    | 06     |          | 3-2-1    |         |         |
| 2016   | 04   | 01     | 02    | 07     | 1-0-2    | 3-1-0    |         |         |
| 2018   | 01   | 03     | 04    | 08     | 0-0-1    | 1-3-3    |         |         |
| 2022   | 04   | 0      | 02    | 06     | 0-0-0    | 4-0-2    |         |         |
| 2024   | 03   | 04     | 05    | 12     | 0-1-1    | 3-3-3    | 0-0-1   |         |
| Totaal | 33   | 28     | 29    | 90     | 11-10-12 | 22-18-16 | 0-0-1   |         |

1934 ·
1938 ·
1946 ·
1950 ·
1954 ·
1958 ·
1962 ·
1966 ·
1969 ·
1971 ·
1974 ·
1978 ·
1982 ·
1986 ·
1990 ·
1994 ·
1998 ·
2002 ·
2006 ·
2010 ·
2012 ·
2014 ·
2016 ·
2018 ·
2022 ·
2024
Belgische medaillewinnaars · Nederlandse medaillewinnaars